# Municipio XV (2013)
Pour l’article homonyme, voir Municipio XV (2001-2013).
Le Municipio XV est une subdivision administrative de Rome, capitale de l'Italie.

## Géographie
Constitué d'un vaste territoire de 186,705 km2 occupant le nord et le nord-ouest de la ville et limité à l'est par le cours du Tibre, il est le plus étendu des quinze municipi de Rome. Il comprend la zone Polline Martignano qui constitue une enclave au nord-ouest limitrophe de Campagnano di Roma, Anguillara Sabazia et Trevignano Romano.

## Historique
En mars 2013, il remplace le municipio XX dans des limites identiques.

## Subdivisions
Administrativement, il est subdivisé en treize zones urbanistiques :
- 20.a - Tor di Quinto
- 20.b - Acquatraversa
- 20.c - Tomba di Nerone
- 20.d - Farnesina
- 20.e - Grottarossa Ouest
- 20.f - Grottarossa Est
- 20.g - Giustiniana
- 20.h - La Storta
- 20.i - Santa Cornelia
- 20.l - Prima Porta
- 20.m - Labaro
- 20.n - Cesano
- 20.o - Polline Martignano
- 20.x - Foro Italico

## Politique et administration

### Municipalité
Le municipio est dirigé par un président et un conseil de 24 membres élus au suffrage direct pour cinq ans.

### Présidents
| Période     | Nom               | Parti politique     |
| ----------- | ----------------- | ------------------- |
| 2013-2016   | Daniele Torquati  | Parti démocrate     |
| 2016-2021   | Stefano Simonelli | Mouvement 5 étoiles |
| depuis 2021 | Daniele Torquati  | Parti démocrate     |